# منكسفة سنانية
منكسفة سنانية (الاسم العلمي:Eclipta lanceolata) هي نوع غير مؤكد من النباتات تتبع جنس المنكسفة من الفصيلة النجمية.